# Tropidolomia alacris
Tropidolomia alacris är en insektsart som beskrevs av Hermann Burmeister. Tropidolomia alacris ingår i släktet Tropidolomia och familjen hornstritar. Inga underarter finns listade i Catalogue of Life.